# Ісаєв Віталій Валерійович
Віталій Валерійович Ісаєв (нар. 28 лютого 1979, Перм, РРФСР) — український футболіст, який грав на позиції захисника. Відомий за виступами в чернівецькій «Буковині», у складі якої провів 166 офіційних матчів в усіх турнірах.

## Життєпис
Народився в Пермі, проте в юному віці переїхав до буковинського краю, де і розпочав футбольну кар'єру в Україні. Віталій — вихованець ДЮСШ «Буковина» (тренер — Валерій Семенов). Виступав в чернівецьких аматорських клубах СКА та «Легмаш». У сезоні 1995/96 років виступав в аматорському клубі «Мебельник» (Чернівців), в складі якої зіграв 5 матчів в аматорському чемпіонаті України.
Напередодні початку сезону 1997/98 років перейшов до головної команди області, «Буковини». Дебютував у футболці чернівецького клубу 20 вересня 1997 року в переможному (1:0) домашньому поєдинку 13-о туру Першої ліги проти чернігівської «Десни». Віталій вийшов на поле на 87-й хвилині, замінивши Юрія Жабинського. У футболці буковинців у чемпіонаті України зіграв 32 матчі, ще 6 матчів провів у кубку України. У 2000 році виступав у клубі «Динамо-Орбіта» (Кам'янець-Подільський), за який зіграв 4 матчі в аматорському чемпіонаті України.
Напередодні початку сезону 2000/01 років перейшов у ФК «Красилів». Дебютував у футболці «городян» 29 липня 2000 року в переможному (3:0) виїзному поєдинку попереднього поєдинку кубку України проти «Тернопіль-Ниви-2». Ісаєв вийшов на поле в стартовому складі, а на 75-й хвилині його замінив Микола Лихолат. Дебютував у Другій лізі за красилівський клуб 20 серпня 2000 року в переможному (3:1) домашньому поєдинку 2-о туру групи А проти львівського «Динамо». Віталій вийшов на поле на 71-й хвилині, замінивши Руслана Кострицького. Єдиним голом у футболці «Красилова» 8 жовтня 2010 року на 87-й хвилині переможного (3:0) домашнього поєдинку 10-о туру групи А Другої ліги проти «Калуша». Ісаєв вийшов на поле на 64-й хвилині, замінивши Олега Масного. У складі «Красилова» у Другій лізі зіграв 7 матчів та відзначився 1 голом, ще по 1 матчі провів у кубку України та кубку Другої ліги.
Під час зимової перерви сезону 2000/01 років повернувся до «Буковини». Дебютував після свого повернення за чернівецьку команду 21 березня 2003 року в програному (0:1) виїзному поєдинку 18-о туру Першої ліги проти одеського «Чорноморця». Віталій вийшов на поле на 42-й хвилині, замінивши Ореста Швеця. Дебютним голом за «буковинців» відзначився 3 вересня 2001 року на 78-й хвилині програного (1:4) виїзного поєдинку 7-о туру групи А Другої ліги проти хмельницького «Поділля». У футболці «Буковини» в чемпіонатах України зіграв 95 матчів та відзначився 2-а голами, ще 6 матчів зіграв у кубку України.
Під час зимової перерви сезону 2004/05 років підписав контракт з бородянською «Освітою». Дебютував у футболці бородянського колективу 7 квітня 2005 року в переможному (1:0) домашньому поєдинку 18-о туру групи А Другої ліги проти івано-франківського «Факела». Ісаєв вийшов на поле в стартовому складі та відіграв увесь матч. У складі «Освіти» зіграв 12 матчів. Напередодні старту сезону 2005/06 років перейшов до клубу «Житичі». Дебютував у футболці житомирського клубу 1 серпня 2005 року в переможному (1:0) домашньому поєдинку попереднього етапу кубку України проти МФК «Житомир». Віталій вийшов на поле в стартовому складі та відіграв увесь матч. Дебютував у Другій лізі за житомирців 6 серпня 2005 року в переможному (1:0) домашньому поєдинку 1-о туру групи А проти київського «Динамо-3». Віталій вийшов на поле на 76-й хвилині, замінивши Сергія Дьомушкіна.
У сезоні 2006/07 років виступав за футзальний клуб «Меркурій» (Чернівці). У 2007 році захищав кольори ФК «Лужан» в аматорському чемпіонаті України (4 матчі, 1 гол). Напередодні старту сезону 2007/08 років повернувся до «Буковини». Дебютував у футболці чернівецького клубу 3 серпня 2007 року в нічийному (1:1) виїзному поєдинку 2-о туру групи А Другої ліги проти броварського «Нафкому». Ісаєв вийшов на поле в стартовому складі та відіграв увесь матч, а на 90+1-й хвилині отримав жовту картку. У Другій лізі зіграв 27 матчів. У 2008 році також виступав в аматорському клубі ФК «Лужани». Того ж року виступав у волочиському «Збручі». У сезоні 2008/09 років знову виступав за футзальний клуб «Меркурій» (Чернівці). У 2011 році захищав кольори заліщицького «Дністра». Футбольну кар'єру завершив у 2013 році в клубі «Металіст» (смт Кельменці).

## Досягнення
- Переможець Другої ліги України (1): 1999/00